# Ferrari SF71H
Der Ferrari SF71H war der 51. Formel-1-Rennwagen der Scuderia Ferrari. Mit dem Fahrzeug bestritt das Team die Formel-1-Weltmeisterschaft 2018.

## Präsentation und Name
Der SF71H wurde am 22. Februar 2018 in Maranello präsentiert.
Die Bezeichnung des Wagens setzt sich aus der Abkürzung des Teamnamens, SF, der Zahl 71 als Anlehnung an das 71-jährige Bestehen des Unternehmens und der Abkürzung für Hybridelektrokraftfahrzeug zusammen.

## Technik und Entwicklung
Wie alle Formel-1-Fahrzeuge des Jahres 2018 ist der Ferrari SF71H ein hinterradangetriebener Monoposto mit einem Monocoque aus kohlenstofffaserverstärktem Kunststoff (CFK). Außer dem Monocoque bestehen viele weitere Teile des Fahrzeugs, darunter die Karosserieteile und das Lenkrad aus CFK. Auch die Bremsscheiben sind aus einem hitzebeständigen kohlenstofffaserverstärktem Verbundmaterial.
Da das technische Reglement zur Saison 2018 weitgehend stabil blieb, ist der SF71H zum größten Teil aus dem Vorgängermodell Ferrari SF70H weiter entwickelt.
Angetrieben wird der SF71H von einem 1,6-Liter-V6-Mittelmotor von Ferrari mit einem Turbolader sowie einem 120 kW starken Elektromotor, es ist also ein Hybridelektrokraftfahrzeug. Das sequentielle Getriebe des Wagens hat acht Gänge. Der Gangwechsel wird über Schaltwippen am Lenkrad ausgelöst. Das Fahrzeug hat nur zwei Pedale, ein Gaspedal (rechts) und ein Bremspedal (links). Genau wie viele andere Funktionen wird die Kupplung, die nur beim Anfahren aus dem Stand gebraucht wird, über einen Hebel am Lenkrad bedient.
Das Fahrzeug ist insgesamt 2000 mm breit, die Breite zwischen Vorder- und Hinterachse beträgt 1600 mm, die Höhe 950 mm. Der Frontflügel hat eine Breite von 1800 mm, der Heckflügel ist 950 mm breit und 800 mm hoch. Der Diffusor hat eine Gesamthöhe von 175 mm sowie eine Breite von 1050 mm. Der Wagen hat 305 mm breite Vorderreifen und 405 mm breite Hinterreifen auf 13-Zoll-Rädern. Einheitslieferant der Reifen für alle Teams ist Pirelli.
Der SF71H hat wie alle Formel-1-Fahrzeuge seit 2011 ein Drag Reduction System (DRS), das durch Flachstellen eines Teils des Heckflügels den Luftwiderstand des Fahrzeugs auf den Geraden verringert, wenn es eingesetzt werden darf. Das DRS wird mit einem Schalter am Lenkrad des Wagens aktiviert.
Anders als sein Vorgängermodell ist der SF71H mit dem Halo-System ausgestattet, das einen zusätzlichen Schutz für den Kopf des Fahrers bietet. Durch dieses System erhöht sich das Gewicht des Fahrzeugs auf 733 kg. Das Bauteil wurde an der Oberkante mit einem Luftleitelement verkleidet, das die entstehenden Luftverwirbelungen verringern soll und so eine bessere Anströmung des Lufteinlasses über dem Cockpit sicherstellen soll. Die auffällige Finne an der Motorabdeckung, die das Vorgängermodell hatte, fehlt wegen einer Änderung des technischen Reglements. Zudem wurde der Radstand des Wagens um rund zehn Zentimeter vergrößert.
Besonders auffällig sind die Rückspiegel des Wagens, deren Vorderseiten mit Öffnungen versehen sind, die Luft durch das Gehäuse und um den Spiegel leiten, um die Oberseite der Seitenkästen besser anzuströmen, an der sich ein zusätzlicher Lufteinlass für die Kühler befindet.
Beim Großen Preis von Spanien war der SF71H mit neuen Außenspiegeln ausgestattet, die am Halo-System befestigt waren. Da sich zudem ein Flügelelement oberhalb der Spiegel befand, das laut Ferrari zur Stabilisierung des Spiegels diente, erklärte die FIA diese Lösung für illegal, da anderenfalls ein Wettrüsten mit solchen Flügelelementen befürchtet wurde. Ferrari wurde nur für den Großen Preis von Spanien gestattet, diese Konstruktion zu verwenden. Beim Großen Preis von Monaco waren die Spiegel dann ohne das Flügelelement am Halo-System befestigt.

## Lackierung und Sponsoring
Der SF71H ist überwiegend in Rot lackiert, ergänzt durch graue Elemente unter anderem an Front- und Heckflügel. Die Finne an der Motorabdeckung ist weiß lackiert und mit einem roten und einem grünen Streifen versehen, um die Flagge Italiens zu symbolisieren.
Es werben AMD, Hublot, Kaspersky Lab, Lenovo, Mahle, Pirelli, Ray-Ban, Shell, Singha, United Parcel Service und Weichai Power auf dem Fahrzeug.

## Fahrer
Ferrari trat auch in der Saison 2018 mit den Fahrern Kimi Räikkönen und Sebastian Vettel an, die ihre vierte gemeinsame Saison bestritten.

## Ergebnisse
| Fahrer                          | Nr.                             | 1 | 2   | 3 | 4 | 5   | 6 | 7 | 8 | 9 | 10 | 11  | 12 | 13  | 14 | 15 | 16 | 17 | 18 | 19 | 20 | 21  | Punkte | Rang |
| ------------------------------- | ------------------------------- | - | --- | - | - | --- | - | - | - | - | -- | --- | -- | --- | -- | -- | -- | -- | -- | -- | -- | --- | ------ | ---- |
| Formel-1-Weltmeisterschaft 2018 | Formel-1-Weltmeisterschaft 2018 |   |     |   |   |     |   |   |   |   |    |     |    |     |    |    |    |    |    |    |    |     | 553    | 2.   |
| S. Vettel                       | 05                              | 1 | 1   | 8 | 4 | 4   | 2 | 1 | 5 | 3 | 1  | DNF | 2  | 1   | 4  | 3  | 3  | 6  | 4  | 2  | 6  | 2   | 553    | 2.   |
| K. Räikkönen                    | 07                              | 3 | DNF | 3 | 2 | DNF | 4 | 6 | 3 | 2 | 3  | 3   | 3  | DNF | 2  | 5  | 4  | 5  | 1  | 3  | 3  | DNF | 553    | 2.   |

| Legende  | Legende            | Legende                                                          |
| Farbe    | Abkürzung          | Bedeutung                                                        |
| -------- | ------------------ | ---------------------------------------------------------------- |
| Gold     | –                  | Sieg                                                             |
| Silber   | –                  | 2. Platz                                                         |
| Bronze   | –                  | 3. Platz                                                         |
| Grün     | –                  | Platzierung in den Punkten                                       |
| Blau     | –                  | Klassifiziert außerhalb der Punkteränge                          |
| Violett  | DNF                | Rennen nicht beendet (did not finish)                            |
| Violett  | NC                 | nicht klassifiziert (not classified)                             |
| Rot      | DNQ                | nicht qualifiziert (did not qualify)                             |
| Rot      | DNPQ               | in Vorqualifikation gescheitert (did not pre-qualify)            |
| Schwarz  | DSQ                | disqualifiziert (disqualified)                                   |
| Weiß     | DNS                | nicht am Start (did not start)                                   |
| Weiß     | WD                 | zurückgezogen (withdrawn)                                        |
| Hellblau | PO                 | nur am Training teilgenommen (practiced only)                    |
| Hellblau | TD                 | Freitags-Testfahrer (test driver)                                |
| ohne     | DNP                | nicht am Training teilgenommen (did not practice)                |
| ohne     | INJ                | verletzt oder krank (injured)                                    |
| ohne     | EX                 | ausgeschlossen (excluded)                                        |
| ohne     | DNA                | nicht erschienen (did not arrive)                                |
| ohne     | C                  | Rennen abgesagt (cancelled)                                      |
| ohne     | keine WM-Teilnahme |                                                                  |
| sonstige | P/fett             | Pole-Position                                                    |
| sonstige | 1/2/3/4/5/6/7/8    | Punktplatzierung im Sprint-/Qualifikationsrennen                 |
| sonstige | SR/kursiv          | Schnellste Rennrunde                                             |
| sonstige | *                  | nicht im Ziel, aufgrund der zurückgelegten Distanz aber gewertet |
| sonstige | ()                 | Streichresultate                                                 |
| sonstige | unterstrichen      | Führender in der Gesamtwertung                                   |